# Trípoli (distrito)

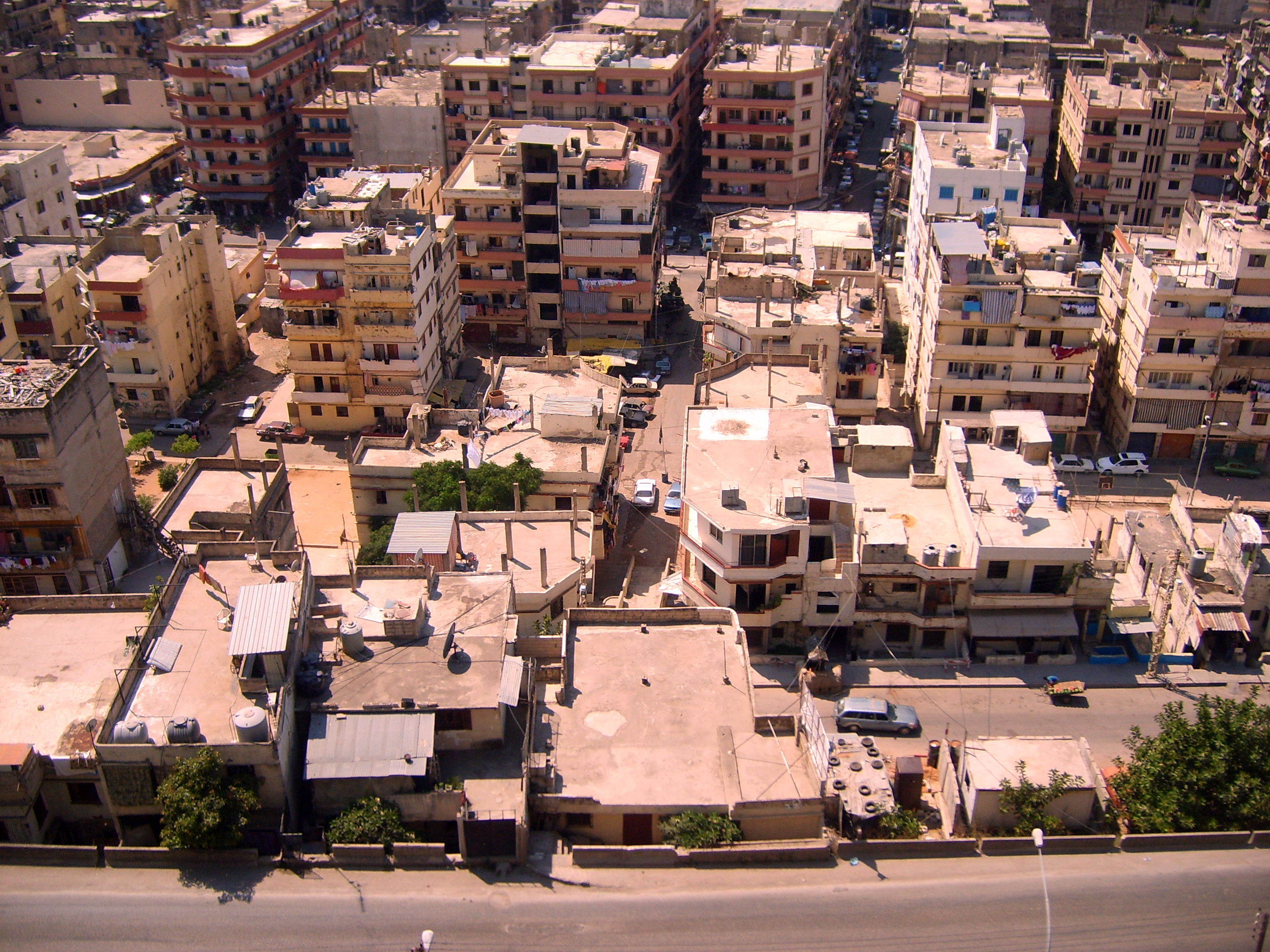
Costa de Trípoli.

Trípoli (em árabe: طرابلس, Ṭarābulus) é um distrito libanês localizado na província do Líbano Setentrional. A capital do distrito é a cidade de Trípoli, que, juntamente com seus subúrbios, é o centro comercial, industrial e político da província. 80% da população são muçulmanos sunitas.

## Composição confessional da população
- http://elnashra.com/elections/vote Em falta ou vazio |título= (ajuda) Arquivado em 12 de junho de  2009, no Wayback Machine.

| Denominações    | Porcentagem |
| CRISTÃOS        | 11%         |
| --------------- | ----------- |
| Maronitas       | 3           |
| Ortodoxo Grego  | 6           |
| Católico grego  | 1           |
| Outros Cristãos | 1           |
| MUÇULMANOS      | 89%         |
| Sunitas         | 80          |
| Xiitas          | 0           |
| Drusos          | 0           |
| Alauitas        | 9           |